# 费代里科·佩莱格里诺

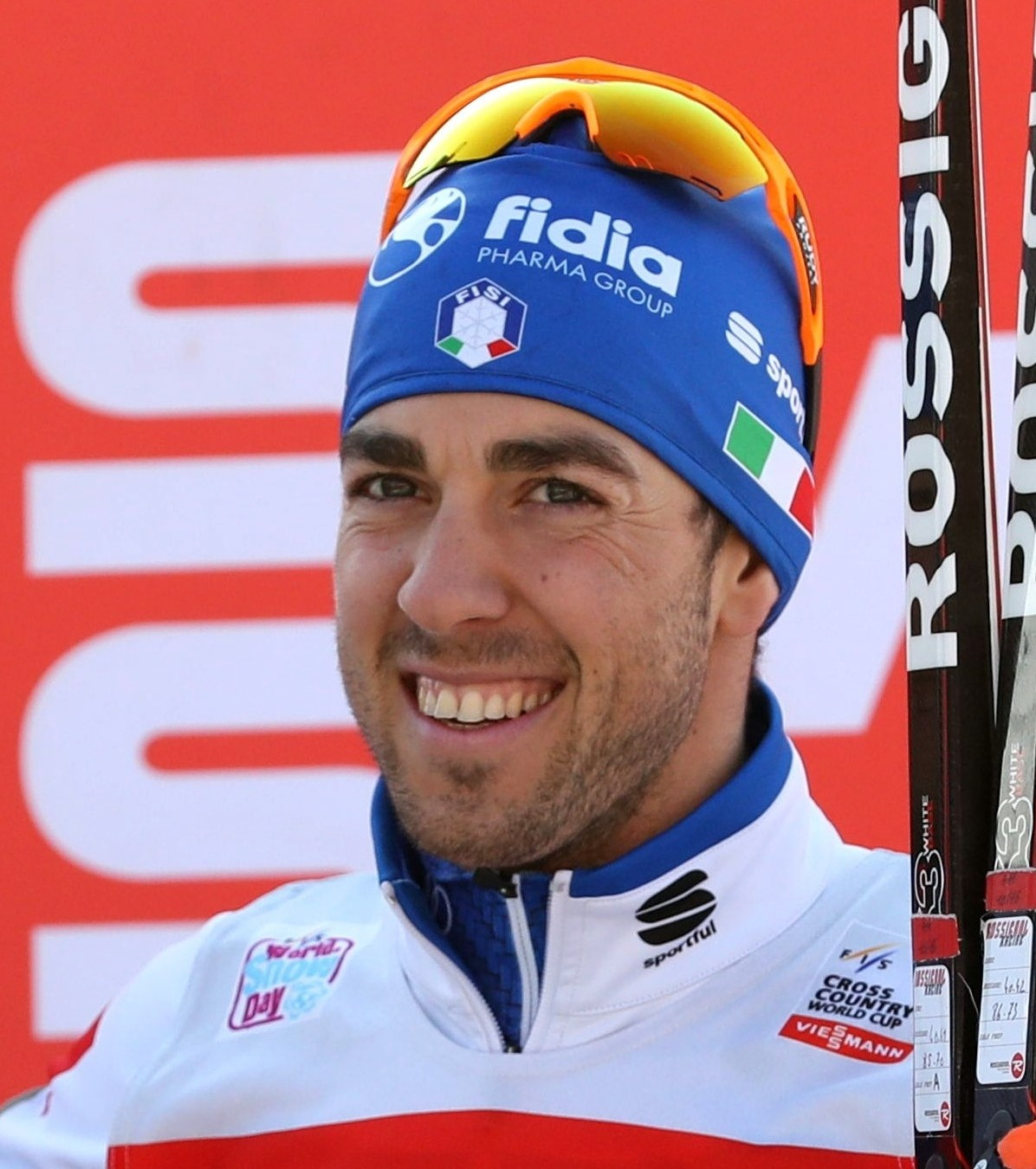
费代里科·佩莱格里诺

费代里科·佩莱格里诺（義大利語：Federico Pellegrino，1990年9月1日—），意大利男子越野滑雪运动员。他曾代表意大利参加2014年、2018年和2022年冬季奥林匹克运动会越野滑雪比赛，获得二枚银牌。